# Carcelia dammermani
Carcelia dammermani är en tvåvingeart som först beskrevs av Baranov 1934.  Carcelia dammermani ingår i släktet Carcelia och familjen parasitflugor. Inga underarter finns listade i Catalogue of Life.